# Trygve Retvik
Trygve Retvik (Lier, 15 luglio 1944) è un artista norvegese che lavora nel campo di pittura, disegno e grafica.
Retvik è professore nella facoltà di arte, design e drama a Oslo University College, specializzato in disegno, grafica e didattica dell'arte. Retvik ha studiato a Statens håndverks- og kunstindustriskole (Oslo, Norvegia), Statens kunstakademi (Oslo, Norvegia) e l'Accademia di belle arti di Roma.

## Mostre
Dal debutto nel 1974 Retvik ha esposto regolarmente dipinti, disegni e incisioni di numerose tecniche.

### Mostre individuali (selezione)
- Unge Kunstneres Samfunn, Oslo, Norvegia, debutto 1974
- Groruddalen Kunstforening, Oslo, Norvegia 1979
- Holmestrand Kunstforening, Holmestrand, Norvegia 1985
- Ullensaker Kunstforening, Ullensaker, Norvegia 1986
- Blå Galleri, Oslo, Norvegia 1988
- Galleri Profil, Bergen, Norvegia 1991
- Galleri PP 33, Oslo, Norvegia 2007
- Galleri PP 33, Oslo, Norvegia 2009
- Galleri PP 33, Oslo, Norvegia 2010

### Mostre collettive(selezione)
- Moss Kunstgalleri, Moss, Norvegia 1975
- Unge Kunstneres Samfunn, Erotisk kunst, Oslo, Norvegia 1976
- Galleri 27, Oslo, Norvegia 1977
- Galleri F 15, Ung 85, nordisk temautstilling, Moss, Norvegia 1985
- Norske Grafikere i Litauen, Lituania 1988
- Ås Kunstforening, Jubileumsutstilling, Ås, Norvegia 1990
- Galleri Aske, Oslo, Norvegia 1993
- Premio Mestre, Venezia, Italia 2009
- Høstutstillingen, Oslo, Norvegia
- Østlandsutstillingen, Oslo, Norvegia
- Unge Kunstneres Samfunns Vårutstilling, Oslo, Norvegia